# Cutremurul din Tbilisi (2002)
Cutremurul din Tbilisi din 2002 a avut loc pe 25 aprilie în țara caucaziană Georgia. Centrul Național de Informații despre Cutremure (NEIC) al Statelor Unite a estimat magnitudinea la 4,3 Ms și 4,8 mb. Acest eveniment de magnitudine moderată a avut ca rezultat o intensitate maximă MSK de VII (Foarte puternic) până la VIII (Distructiv). O investigație independentă a estimat pierderile totale la 160 de milioane de dolari americani, în timp ce Centrul pentru Cercetare privind Epidemiologia Dezastrelor a estimat pierderile totale la 350 de milioane de dolari. Între cinci și șapte persoane au fost ucise, 52-70 au fost rănite și peste 1.000 au rămas fără adăpost.
Tbilisi se află în apropierea graniței nordice a zonei complexe de deformare asociată cu coliziunea continuă dintre placa arabă și placa eurasiatică. La nord, munții Caucazului Mare sunt rezultatul tectonicii de compresie active, legându-se spre est de pragul Apsheron. La sud, munții Caucazului Mic sunt, de asemenea, rezultatul tectonicii de compresie active. Întreaga regiune a Caucazului este afectată de cutremure, cele mai mari cunoscute fiind asociate cu frontul activ al centurii de compresie a Caucazului Mare, cum ar fi cutremurul din Racha din 1991. Tbilisi însuși are o seismicitate relativ scăzută, deși există înregistrări istorice de cutremure distructive, cum ar fi evenimentul din 1896, care a avut o intensitate estimată de VII (MSK), cel mai puternic cutremur cunoscut care a afectat Tbilisi în timpurile istorice.

## Cutremurul
Cutremurul a fost precedat de o serie de șocuri premergătoare, dintre care cel mai mare a avut magnitudinea M 3,5 pe 11 aprilie. [7] Șocul principal a avut o magnitudine estimată de 4,7 mb (ISC), 4,8 mb (ANSS), 4,5 Ms, cu o adâncime hipocentrală estimată de 13,6 km (ISC), 10,0 km (ANSS), 5,0 km și 3,0 km. Șocul principal a produs o intensitate mai mare a cutremului decât s-ar aștepta în mod normal pentru un cutremur de acea magnitudine. Frecvența a fost, de asemenea, neobișnuit de ridicată (maximum 5 Hz), iar durata a fost scurtă. Epicentrul a fost localizat central în orașul Tbilisi, lucru care nu fusese luat în considerare în studiile anterioare ale zonelor potențiale de surse seismice.

## Pagube
Frecvența neobișnuit de ridicată a cutremurului, combinată cu durata scurtă, a făcut ca pagubele la clădirile mari sau la cele construite din beton armat să fie reduse. Clădirile cele mai afectate au fost, în schimb, cele joase, construite din cărămidă sau piatră, concentrate în partea veche a orașului. Clădirile afectate în timpul șocului principal au fost avariate și mai mult de unele dintre replicile seismice. Un total de 18.000 de gospodării au fost grav afectate, lăsând 69.000 de oameni fără adăpost. Au existat, de asemenea, pagube semnificative la unele școli și spitale.
Între cinci și șapte persoane au murit ca urmare a cutremurului, iar alte 52-70 au fost rănite.